# Emancipation
Emancipation è il diciannovesimo album da studio del cantante e musicista statunitense Prince, pubblicato nel 1996 dalla etichetta NPG Records e dalla EMI. Fra le particolarità di questo triplo album, si nota in particolare quella legata alla durata di ogni disco: in ognuno questa è di esattamente 60 minuti, suddivisi sempre in 12 brani.

## Tracce
Disco 1
1. Jam of the Year – 6:09
2. Right Back Here in My Arms – 4:43
3. Somebody's Somebody – 4:43
4. Get Yo Groove On – 6:31
5. Courtin' Time – 2:46
6. Betcha by Golly Wow! – 3:31
7. We Gets Up – 4:18
8. White Mansion – 4:47
9. Damned if I Do – 5:21
10. I Can't Make U Love Me – 6:37
11. Mr. Happy – 4:46
12. In This Bed I Scream – 5:40

Scritto da Prince, ad eccezione di:
- 3 - co-scritto con Brenda Lee Eager e Hilliard Wilson
- 6 - scritto da Thom Bell e Linda Creed
- 10 - scritto da Mike Reid e Allen Shamblin

11 contiene un campione di What Can I Do? (1994) di Ice Cube.
Disco 2
1. Sex in the Summer – 5:57
2. One Kiss at a Time – 4:41
3. Soul Sanctuary – 4:41
4. Emale – 3:38
5. Curious Child – 2:57
6. Dreamin' About U – 3:52
7. Joint 2 Joint – 7:52
8. The Holy River – 6:55
9. Let's Have a Baby – 4:07
10. Saviour – 5:48
11. The Plan – 1:47
12. Friend, Lover, Sister, Mother/Wife – 7:37

Scritto da Prince, ad eccezione di:
- 3 - canzone co-scritta con Sandra St. Victor e T. Hammer.

Disco 3
1. Slave – 4:51
2. New World – 3:43
3. The Human Body – 5:42
4. Face Down – 3:17
5. La, La, La Means I Love U – 3:59
6. Style – 6:40
7. Sleep Around – 7:42
8. Da, Da, Da – 5:15
9. My Computer – 4:37
10. One of Us – 5:19
11. The Love We Make – 4:39
12. Emancipation – 4:12

Scritto da Prince, ad eccezione di:
- 5 - Thom Bell e William Hart
- 10 - Eric Bazilian

6 contiene un campionamento di Atomic Dog (1982) di George Clinton.
7 contiene un campionamento di Squib Cakes (1974) dei Tower of Power.

## Configurazioni alternative

### Configurazione luglio 1995
1. Right Back Here in My Arms (Versione diversa rispetto a quella pubblicata)
2. Slave 2 the System (Ufficialmente inedito)
3. Slave (Versione diversa rispetto a quella pubblicata)
4. New World
5. 2020 (Ufficialmente inedito)
6. Feel Good (Ufficialmente inedito)
7. Journey 2 the Center of Your Heart (Versione diversa rispetto a quella pubblicata)
8. I'm a DJ (Ufficialmente inedito)
9. Emancipation (Versione diversa rispetto a quella pubblicata)

### Configurazione metà del 1995
1. Emancipation (Versione diversa rispetto a quella pubblicata) – 4:30
2. Right Back Here in My Arms (Versione diversa rispetto a quella pubblicata) – 4:32
3. Slave 2 the System (Ufficialmente inedito) – 3:05
4. Slave (Versione diversa rispetto a quella pubblicata) – 5:09
5. 2020 (Ufficialmente inedito) – 2:09
6. New World – 3:41
7. Feel Good (Ufficialmente inedito) – 4:05
8. Journey 2 the Center of Your Heart (Versione diversa rispetto a quella pubblicata) – 4:14
9. I'm a DJ (Ufficialmente inedito) – 4:47
10. (Excuse Me Is This) Goodbye (Poi pubblicata come "Goodbye" nell'album Crystal Ball) – 4:30

### Configurazione agosto 1996
La lista delle tracce e sequenziamento completo sconosciuto, ma il triplo album, include:
- She Gave Her Angels (Poi pubblicata nell'album Crystal Ball) – 3:52
- Let's Have a Baby – 4:07
- Sex in the Summer – 5:56
- Betcha by Golly, Wow! – 3:30
- Damned If I Do – 5:20
- I Can't Make U Love Me – 6:37
- Somebody's Somebody – 4:43
- Get Yo Groove On – 6:31
- La, La, La Means I Love U – 3:58

## Classifiche
| Classifica (1996) | Posizione massima |
| ----------------- | ----------------- |
| Australia         | 8                 |
| Austria           | 13                |
| Belgio (Fiandre)  | 8                 |
| Belgio (Vallonia) | 22                |
| Canada            | 24                |
| Francia           | 9                 |
| Germania          | 21                |
| Norvegia          | 27                |
| Nuova Zelanda     | 22                |
| Paesi Bassi       | 13                |
| Regno Unito       | 18                |
| Stati Uniti       | 11                |
| Stati Uniti (R&B) | 6                 |
| Svezia            | 22                |
| Svizzera          | 1                 |